# Serguéi Platónov
Serguéi Fiódorovich Platónov (ruso: Серге́й Фёдорович Плато́нов) (16 de junio de 1860-10 de enero de 1933) fue un historiador ruso que dirigió la escuela oficial de historiografía imperial de San Petersburgo antes y después de la Revolución de Octubre.
Platónov nació en Chernígov y estudió en una escuela privada de San Petersburgo hasta 1878, año en el que entró en el departamento de historia y filología de la Universidad de San Petersburgo hasta 1882, estudiando con Konstantín Bestúzhev-Riumin, quien recomendó que le dieran la oportunidad de "prepararse para ser profesor".
Platónov entró entonces en el "Colegio de San Petersburgo" de historiografía rusa, que ponía especial interés en el estudio y publicación de fuentes históricas. Platónov aprobó su tesis doctoral en 1888 escribiendo sobre Viejas leyendas y cuentos rusos sobre los Período Tumultuoso del siglo XVII como fuente histórica por lo que ganó el premio Uvárov de la Academia Rusa de las Ciencias.
La carrera de Platónov estuvo centrada en la Universidad de San Petersburgo, donde tuvo la mejor de las reputaciones por su trabajo sobre el Período Tumultuoso (1899) y la Opríchnina. Los libros de texto de Platónov, impecablemente escritos y de fácil lectura, suscitaron tanta popularidad que el zar le pidió que le enseñara historia a sus hijos. En 1909, fue admitido en la Academia Rusa de las Ciencias.
Al contrario de la mayoría de sus discípulos, Platónov no cambió su punto de vista tras la revolución de 1917, y se mantuvo al margen de la corriente principal de historiografía marxista, representada por Mijaíl Pokrovski. A pesar de ello, le permitieron administrar la Casa Pushkin (Instituto de Literatura Ruso) entre 1925 y 1929 y la Biblioteca de la Academia entre 1925 y 1928. 
El 12 de enero de 1930 Platónov fue acusado de tomar parte en una conspiración monarquista, arrestado y exiliado en Samara, donde murió tres años después. La mayoría de sus libros han sido publicados después de la disolución de la URSS.